# Köhler

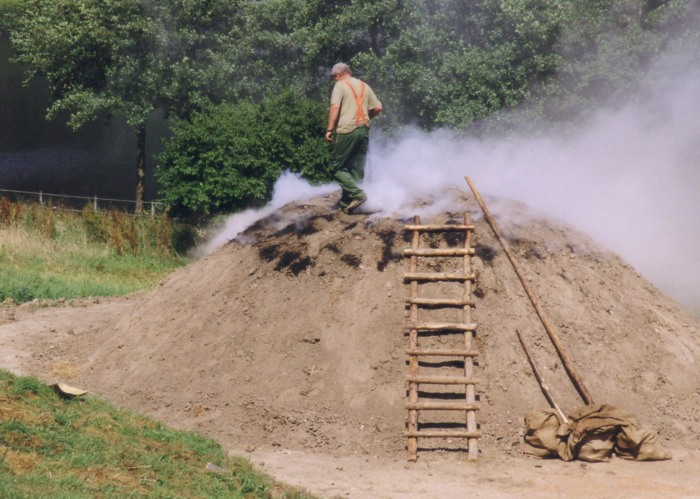
Ein Köhler auf seinem Kohlenmeiler

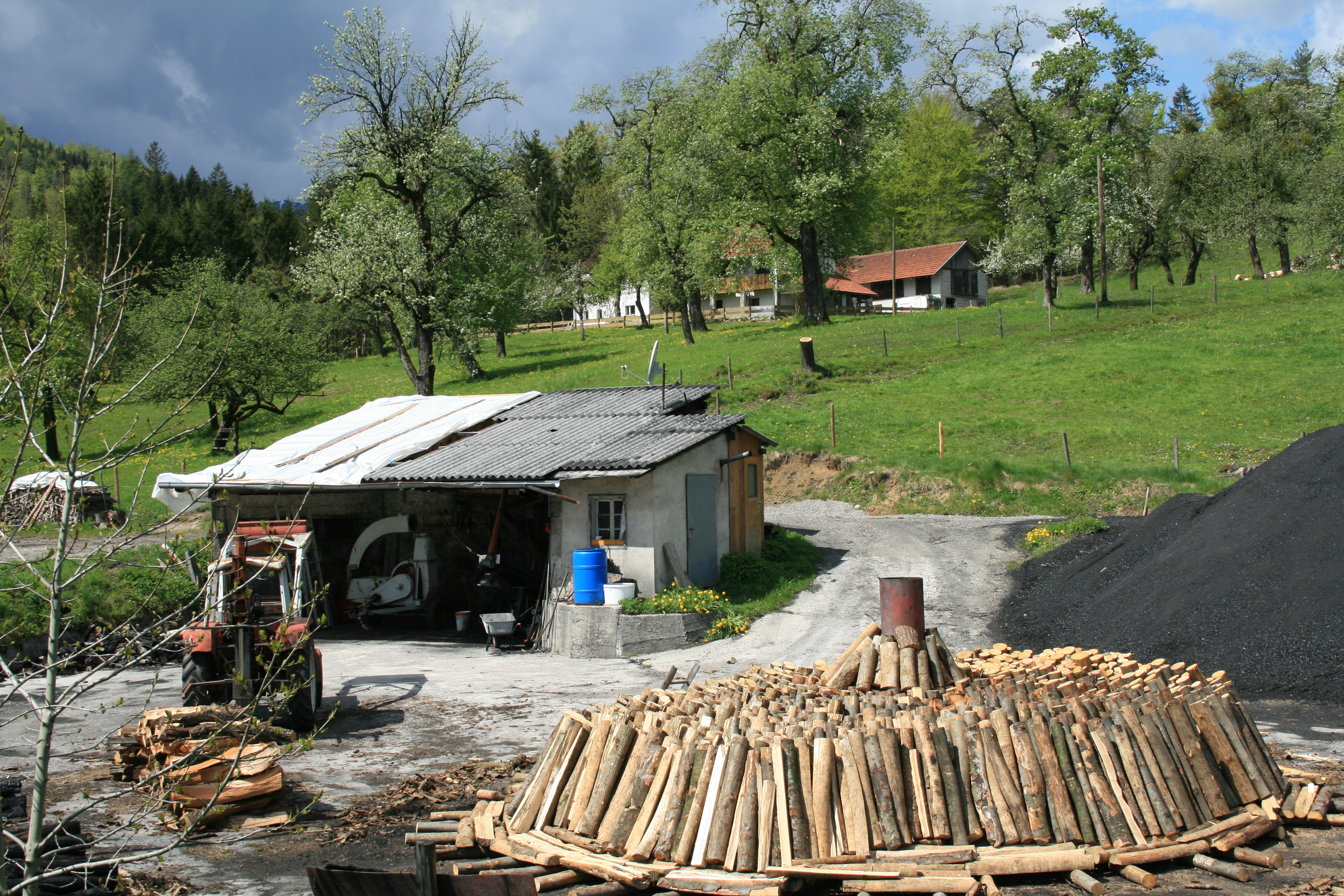
Köhlerei in Grünburg bei Steyrdurchbruch (Oberösterreich)

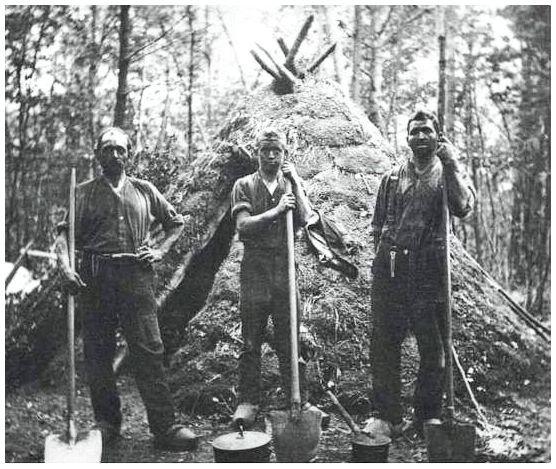
Köhler im Pfälzerwald (um 1930)

Köhler (auch Kohler, Kähler oder Kohlbrenner) ist eine Berufsbezeichnung für Hersteller von Holzkohle, die zu diesem Zweck Holz in einem Kohlenmeiler verschwelen. Ihr Handwerksbetrieb und ihre Tätigkeit werden Köhlerei genannt.

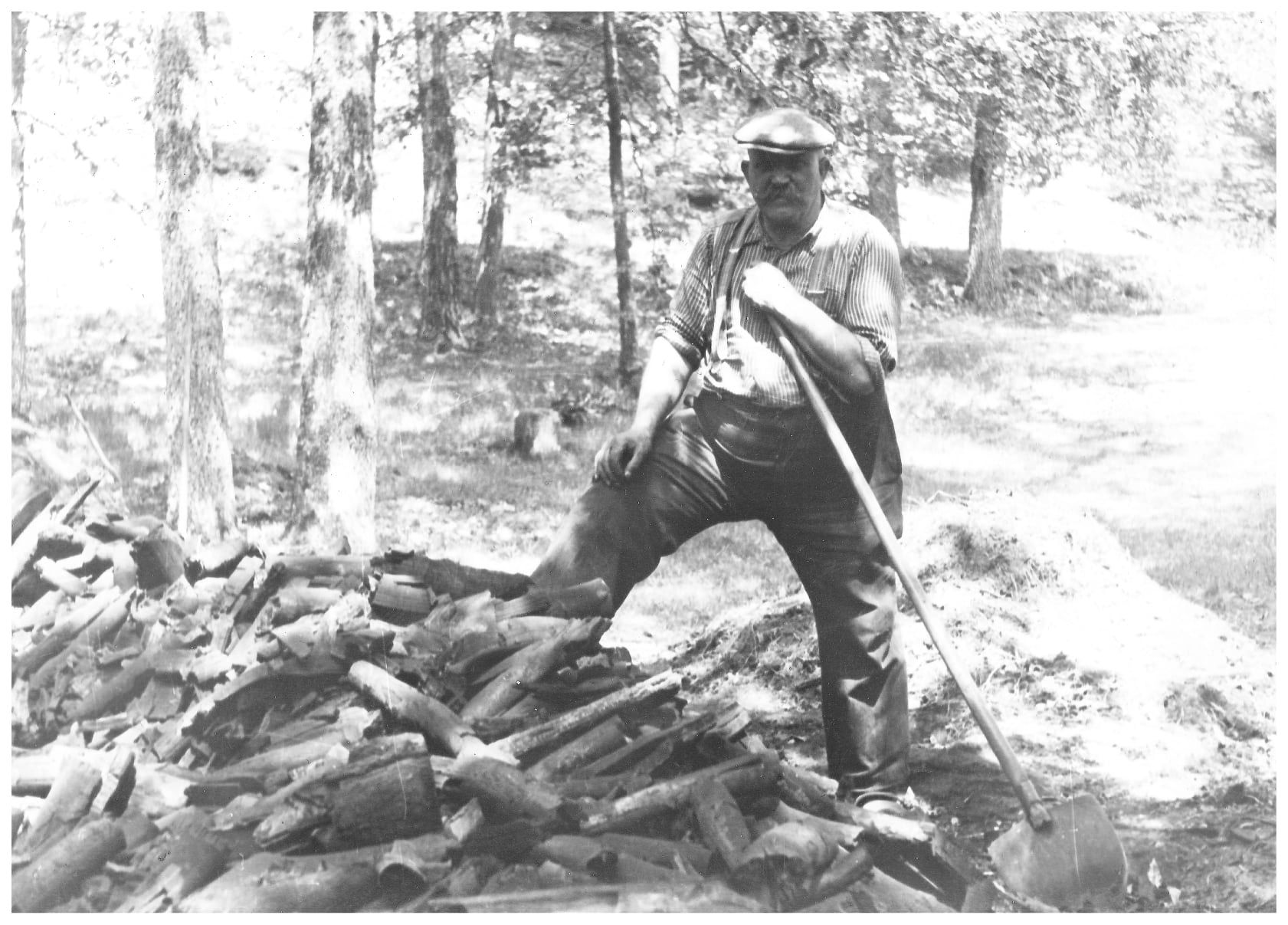
Köhler aus Gebüg (Pfalz) beim „abernten“ eines Kohlenmeilers (um 1954)

Die Köhlerei ist kein Ausbildungsberuf, aber eine der ältesten Handwerkstechniken der Menschheit. In den 2000er Jahren hat man bei Ausgrabungen in der Nähe von Martigues (Südfrankreich) Köhlergruben von 40 bis 120 cm im Durchmesser gefunden, die aus dem 8. Jahrhundert vor Christus stammen. Die Erkenntnisse und Produkte aus der Köhlerei leisten bis heute einen wichtigen Beitrag für die Industrie, so wird von den Schwäbischen Hüttenwerken in Aalen Holzkohle für das Härten von Bremsscheiben von Autos verwendet, Daimler-Benz in Stuttgart nutzt die gleichmäßig langanhaltende Hitze zum Reparieren von Formen, in denen Motorblöcke gegossen werden und Weleda in Schwäbisch Gmünd stellt daraus Kohle-Compretten gegen Durchfall her.  Aufgrund ihrer geschichtlichen und kulturellen Bedeutung wurden das Köhlerhandwerk und die Teerschwelerei im Dezember 2014 in das Verzeichnis des immateriellen Kulturerbes in Deutschland durch die Kultusministerkonferenz aufgenommen.

## Geschichte und Technik
Seit dem Mittelalter wird Holzkohle in Meilern hergestellt, zur Eisenverhüttung, aber auch für die Glasherstellung und die Verarbeitung von Edelmetallen. Mit der verstärkten Nutzung von Steinkohle ab dem 18. Jahrhundert ging die Köhlerei dann immer mehr zurück.
Im Jahr 1760 verbrauchte die Stadt Paris mit ca. 300.000 Einwohnern ca. 18.000 t Holzkohle. 1787 verbrauchte die Firma De Dietrich zur Eisenherstellung und Verarbeitung 8.000 t Holzkohle und beschäftigte 140 Köhler, kaufte aber auch Holzkohle von freien Köhlern.

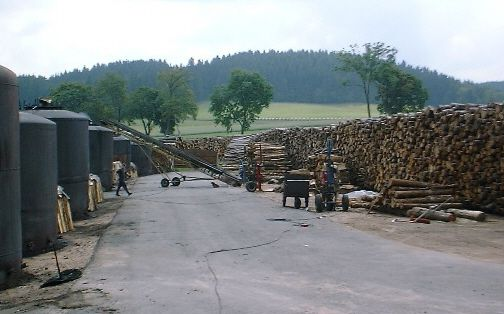
Eine Köhlerei bei Sosa (Erzgebirge)

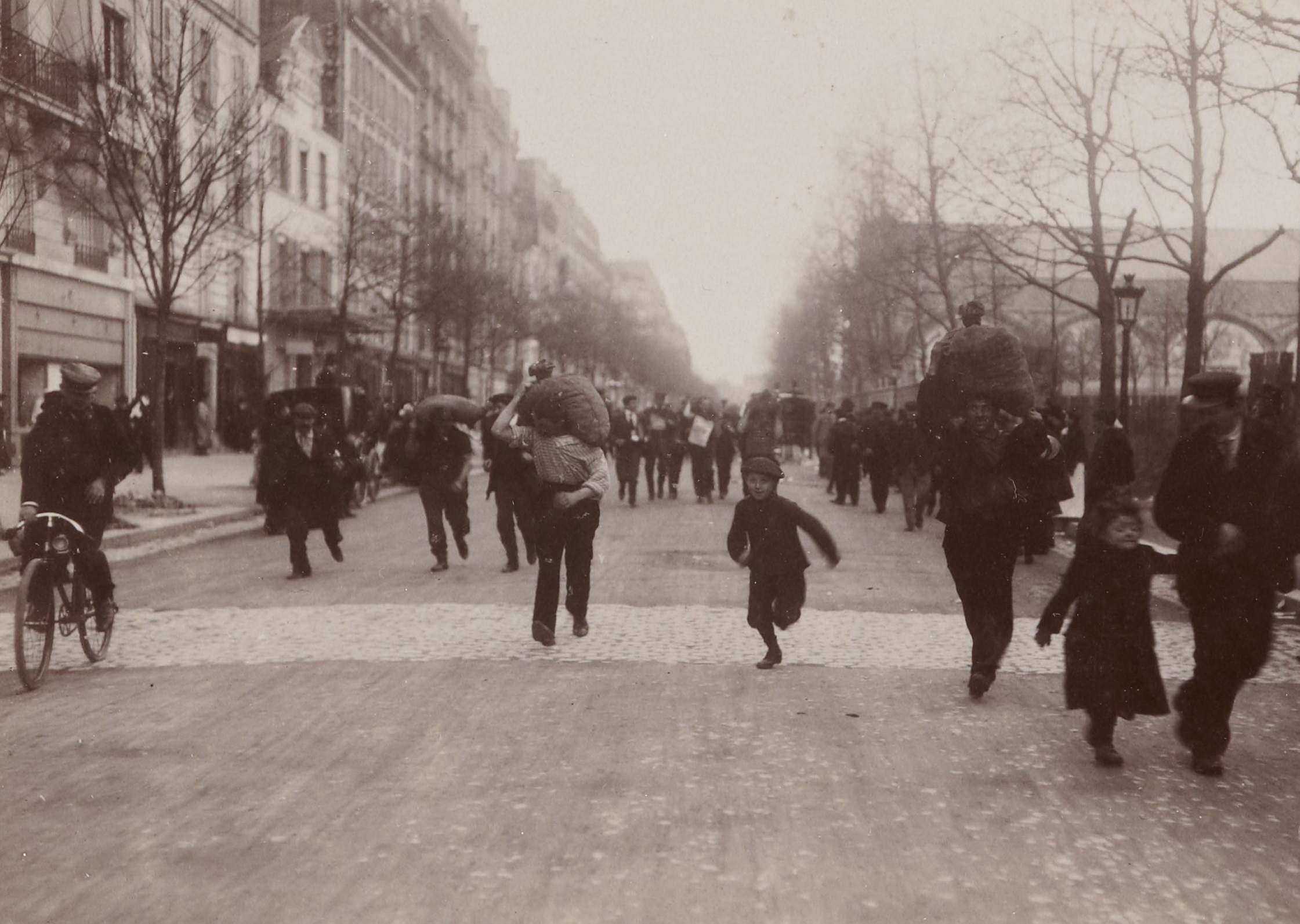
Wettlauf der Köhler in Paris, Februar 1904

In Europa wird die nicht industrielle Köhlerei nur noch vereinzelt betrieben, Köhler im Hasselfelde (Harz) oder in Heidenheim gehören wohl zu den letzten handwerklichen Köhlern in Deutschland. In den Gebieten um den Napf in der Zentralschweiz produzieren circa fünfzehn Köhlerinnen und Köhler pro Jahr an die neunzig bis hundert Tonnen Holzkohle und bilden in Zentraleuropa die größte Ansammlung von Köhlern. Außerhalb Mittel- und Nordeuropas wird die Köhlerei weiterhin gewerblich betrieben. Nur noch rudimentär in Europa, so in Rumänien, ansonsten in den tropischen Wäldern Südamerikas und Afrikas. Noch bis ins 20. Jahrhundert benutzten Köhler in waldreichen Gegenden, wie im Harz und im Thüringer Wald, Hillebillen (tönende Buchenholzbretter) als Alarm- und Informationsinstrument. An diese Zeiten erinnert noch heute der Name eines Höhenzugs im Harz, der „Hillebille“ genannt wird. In der heutigen Zeit wird die Tradition dieses alten Handwerkes zum großen Teil von Vereinen aufrechterhalten, darunter der Europäische Köhlerverein und der Köhlerverein Glasofen.
Mitte der 1960er-Jahre gab es im Schwarzwald noch zwei Köhler: einen bei Enzklösterle, der die Pforzheimer Goldwarenindustrie belieferte, sowie einen am Langenbach in Untermünstertal, dessen Abnehmer nahe gelegene Metallwarenfabriken waren.
Seit Beginn des 20. Jahrhunderts wird die Holzkohle durch Holzverkohlung zunehmend industriell hergestellt. Die Produktion wird hauptsächlich von Chemiebetrieben wie etwa Degussa, Bayer und Hoechst betrieben. Um die Holzkohle geht es den Unternehmen dabei allerdings weniger. Interessanter für sie ist die Gewinnung chemischer Produkte, etwa Holzessig, Holzgas und Teer, die während des Verkohlens entstehen. Holzkohle selbst wird für Filtertechnik oder auch für die Schwarzpulverherstellung verwendet.

### Das Leben der Köhler
Dieser Abschnitt beruht auf dem Buch von Georges Schlosser, welches die Köhler im Elsass und den umliegenden Gebieten sowie in Mitteleuropa beschreibt.
Über das Leben der Köhler hat man erst genauere Aufzeichnungen seit dem 18. Jahrhundert. Die Köhler lebten in der Saison, von Frühjahr bis Herbst, im Wald bei ihren Meilern. Meist lebten sie in kleinen Gruppen von 3 bis 5 Männern, selten zog auch die ganze Familie in den Wald. Zuerst bauten die Köhler ihre Unterkunft, meist eine runde Hütte aus mehrere Meter langen dünnen Bäumen, die an der Spitze zusammengebunden waren, ähnlich einem Tipi. Die Wände wurden mit Ästen, Blättern und Erde abgedichtet, oben blieb eine Öffnung, durch die der Rauch des Feuers abziehen konnte. Das Feuer wurde für die Bereitung der Speisen und zum Heizen benötigt. Gekocht wurde in einem eisernen Kessel mit 3 Beinen, der in der Glut stand. Nach der Hütte musste der Platz für den Meiler hergerichtet werden, einige Meter rund und eben. In hügeligem Gelände wurde er durch Aufschüttungen vergrößert. Man benutzte gerne alte Plätze, weil durch das Brennen der Boden karbonisiert war und dadurch die Qualität der Holzkohle besser wurde. Der Platz musste in der Nähe von Wasser und durfte nicht zu weit von einem Weg entfernt liegen. Das Wasser benötigten die Köhler für ihre Ernährung und zum Löschen des Meilers, der Abtransport der Holzkohle fiel leichter, wenn der Weg nicht weit war. Salzmann beschreibt 1782 die Werkzeuge der Köhler: die Krücke (Spitzhacke), die Kohlschaufel, der Kohlbesen, der Rechen mit den langen Zinken und der Rechen mit den kurzen Zinken. Die Zinken des langen Rechens waren ca. 30 cm lang und verhinderten, dass die Holzkohle beim Auseinanderrechen des Meilers in kleine Stücke zerfällt. Die Köhler lebten sehr abgeschieden, sie freuten sich über zufälligen Besuch durch einen Jäger oder einen Bauern und boten ihm meist ihre Suppe zu essen an. Die Suppe war das Hauptnahrungsmittel, bestehend aus Wasser und Kartoffeln oder Brot, Brotscheiben mit Butter wurden in der Suppe eingeweicht. Das Lob dieser Suppe, das man häufig in Berichten findet, basiert wohl eher auf dem Hunger als auf dem Geschmack, die Köhler hatten weder Fleisch noch Gewürze, um die Suppe schmackhafter zu machen.

### Der Köhler und der Wald
Anfangs siedelten sich die Köhler im Wald an einem Platz nach ihrer Wahl an, später regelten die Waldbesitzer, überwiegend die Adligen, die Ansiedelung durch ihre Waldvögte, die vor allem darauf achteten, dass keine Feuer den Wald vernichteten. Man hat die Anzahl der Meiler bestimmt, entweder durch Begehung des Gebiets oder durch Lidar-Untersuchungen und festgestellt, dass meistens 20 bis 50 Meiler pro km² existierten. Im Forêt domanial d'Écouves im Département Orne (Frankreich) hat man 155 Meiler pro km² gezählt, dieser Wald ist dadurch verstrüppt. Die Köhler verwendeten überwiegend dünnes Holz, 6 bis 10 cm dick, die dickeren Stämme wurden als Feuerholz oder als Bauholz genutzt. Dadurch konnte ein Stück Wald alle 20 bis 30 Jahre abgeerntet werden.

### Technische Entwicklung
Im 19. Jahrhundert begann man, die Köhlerei wissenschaftlich zu untersuchen. Ab 1820 versuchten französische Wissenschaftler, den Prozess industriell durchzuführen. Die Ausbeute war besser, allerdings machten die Mehrerlöse die Mehrkosten für den Transport des Holzes in die Fabrik nicht wett. Weitere Untersuchungen ergaben, dass die Ausbeute stark vom Köhler abhing. 1872 wurde deshalb in Schweden die ersten Köhler-Ausbildungskurse abgehalten, um das Niveau allgemein zu erhöhen. Später experimentierte man mit Meilern mit Metall- oder Keramik-Verkleidung, mit wenig Erfolg. Bis zur großindustriellen Holzkohleproduktion im 20. Jahrhundert blieb der traditionelle Köhler konkurrenzfähig.

## Politische Bewegungen
Im 19. Jahrhundert gab es politische Bewegungen, die sich auf die Köhler bezogen: die Charbonnerie in Frankreich und die Carbonari in Italien. Sie orientierten sich an den Geheimgesellschaften der Freimaurer. Sie kämpften gegen die Reaktion und für die Freiheit, teilweise mit Gewalt. Sie wurden verboten und verfolgt.

## Umweltbeeinträchtigungen
Mit dem Köhlereiprozess sind erhebliche Beeinträchtigungen von Luft und Boden verbunden. Ungefähr ein Drittel des Holztrockengewichts wird in Form von Pyrolyseprodukten in die Atmosphäre emittiert. Ein weiterer Teil der Pyrolyseprodukte, die als Flüssigkeit anfallen, wie zum Beispiel Holzteer, ist für Bodenverunreinigungen verantwortlich.